# Montay-Neuvilly Road Cemetery
Montay-Neuvilly Road Cemetery is een Britse militaire begraafplaats met gesneuvelden uit de Eerste Wereldoorlog, gelegen in het Franse gemeente Neuvilly (Noorderdepartement). De begraafplaats ligt vlak bij de gemeentegrens langs de weg van Neuvilly naar Montay op ruim 2 km ten zuidoosten van het centrum van Neuvilly (Église Saint-Jean-Baptiste). Ze werd ontworpen door Charles Holden en heeft een rechthoekig grondplan met een oppervlakte van 1.849 m². Het terrein ligt iets hoger dan het straatniveau en wordt omsloten door een natuurstenen muur, behalve aan de straatzijde waar zich de toegang bevindt die bestaat uit een achttal traptreden in de vorm van concentrische ringen. Het Cross of Sacrifice staat achteraan de begraafplaats, recht tegenover de toegang. De graven liggen in regelmatige rijen in vier perken ingedeeld.
De begraafplaats telt 497 slachtoffers waaronder 79 niet geïdentificeerde en wordt onderhouden door de Commonwealth War Graves Commission.

## Geschiedenis
Deze begraafplaats werd op 26 en 27 oktober 1918 gestart door de 23rd Brigade van de Royal Garrison Artillery. Oorspronkelijk lagen er 111 graven, voornamelijk van officieren en manschappen van de 38th (Welsh), de 33rd Division, en de 6th Dorsets, maar na de wapenstilstand het werd ze uitgebreid met graven afkomstig van de slagvelden en enkele kleine begraafplaatsen uit de omgeving van Montay. Deze waren: Neuvilly Ravier Cemeteries No.1 and No.2, River Cemetery en Neuvilly British Cemetery in Neuvilly,  Montay-Amerval Road Cemetery in Montay, Hecq British Cemetery in Hecq en Connaught Cemetery in Le Cateau-Cambrésis. Alle slachtoffers sneuvelden tijdens het geallieerde eindoffensief tussen september en november 1918.
Er liggen nu 468 Britten (waaronder 61 niet geïdentificeerde), 2 Canadezen en 27 Duitsers (waaronder 18 niet geïdentificeerde). Voor 1 Brit werd een Special Memorial opgericht omdat zijn graf niet meer gelokaliseerd kon worden en men neemt aan dat hij zich onder een naamloze grafzerk bevindt.

## Onderscheiden militairen
- Francis Boase Broad, kapitein bij het Middlesex Regiment, Robertson Topping Anderson, luitenant bij de Highland Light Infantry en G.H. Minshull en George Ernest Lowe, allebei onderluitenant bij het Welsh Regiment werden onderscheiden met het Military Cross (MC).
- J. McNab, korporaal bij de Argyll and Sutherland Highlanders en Herbert Charles Cook soldaat bij het Northamptonshire Regiment werden onderscheiden met de Distinguished Conduct Medal (DCM).
- er zijn nog 16 militairen die de Military Medal ontvingen, waarbij sergeant Henry Moorhead tweemaal (MM and Bar).